# Alberto Mendez
Alberto Mendez Rodríguez (ur. 24 października 1974 w Norymberdze) – niemiecki piłkarz hiszpańskiego pochodzenia występujący na pozycji pomocnika. Obecnie występuje w klubie niemieckiej Bayernligi, SpVgg Weiden. Wcześniej reprezentował barwy m.in. Arsenalu i AEK Ateny.